# Union nationale des étudiants de France
Union nationale des étudiants de France (svenska: Frankrikes nationella studentförbund; förkortat UNEF) är Frankrikes största studentsförening. Föreningen har 29 000 medlemmar och grundades den 4 maj 1907. Förbundet arbetar för studentinflytande över frågor såsom fördelningen av forskningsanslag, skapandet av rekreationsmöjligheter, universitetens infrastruktur, studentbostäder och jämlikhetsfrågor et cetera.